# Alexanderstollen (Ostwig)

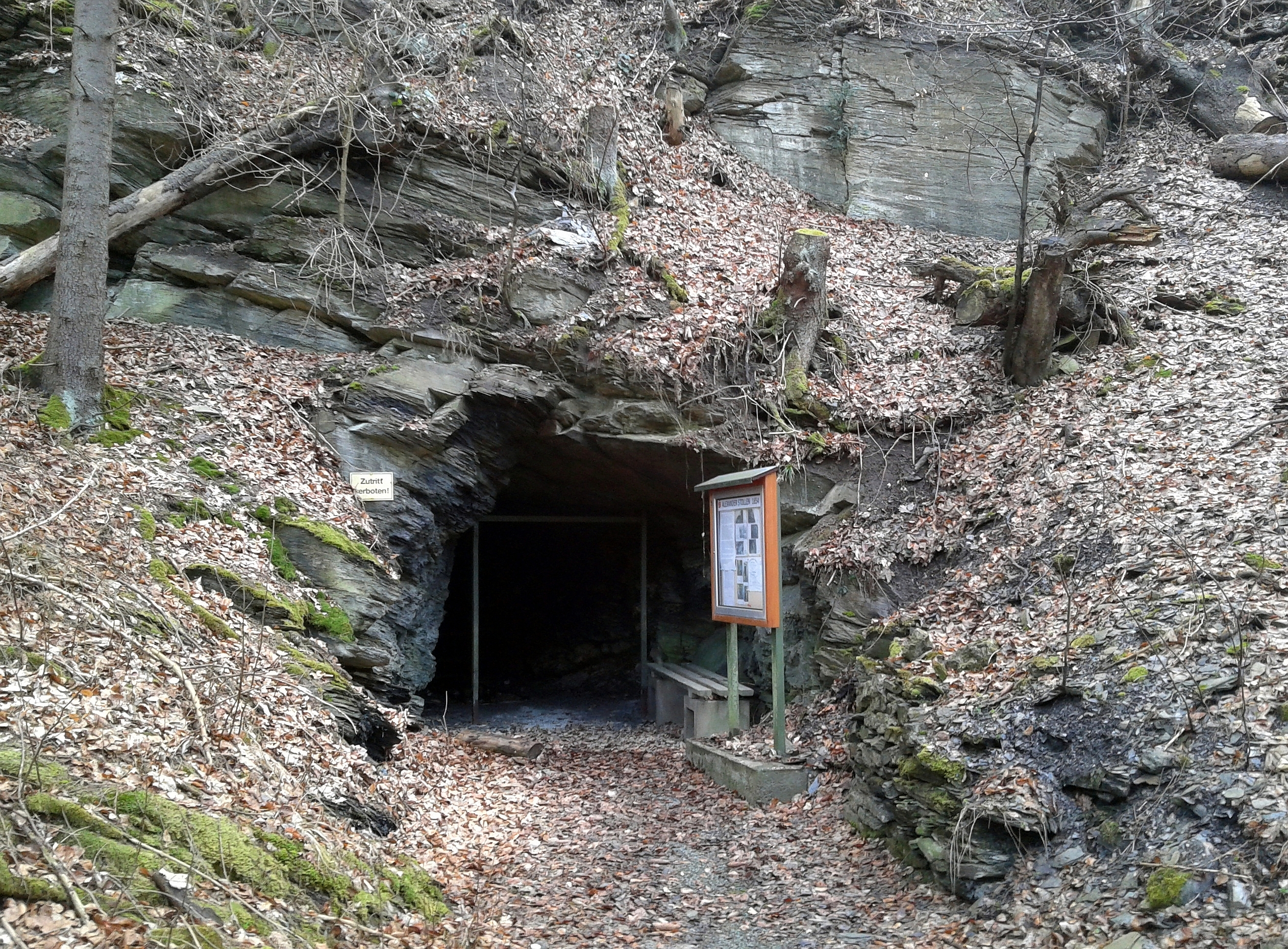
Alexanderstollen in Ostwig

Der Alexanderstollen liegt im Bundesland Nordrhein-Westfalen in der Gemeinde Bestwig im Ortsteil Ostwig. Der Stollen befindet sich kurz hinter dem südlichen Ortsausgang im Steinberg gegenüber der Elpe an der Kreisstraße 15 Fahrtrichtung Gevelinghausen.

## Geschichte
Der ehemals zur Gewinnung von Blei angelegte Stollen wurde im Jahr 1854 angelegt, um den Nachschub der entstandenen Ostwiger Friedrich-Wilhelm-Hütte zu sichern. Bleierze wurden in dem Stollen jedoch nicht gefunden.
→ Siehe auch: Bergbau im Sauerland

## Stollen
Der in nordöstliche Richtung aufgefahrene Hauptstollen ist ca. 92 Meter lang, 1,8 Meter hoch und 1,4 Meter breit.  Die gesamte Grube hat eine Länge von rund 135 Metern. Etwa 64 Meter vom Eingang zweigt eine 10,5 Meter lange Strecke nach Südosten ab. Parallel dazu wurde in 5 Meter Entfernung eine 10,5 Meter lange Strecke aufgefahren. Eine weitere Strecke wurde in nördliche Richtung angelegt. Am Eingang kann man noch die Reste der alten Schienen erkennen. Zu dem Stollen führen einige Wanderwege.